# Natură statică cu căpățână de miel
Natură statică cu căpățână de miel (în spaniolă Bodegón con costillas, lomo y cabeza de cordero) sau Blatul unui măcelar (în spaniolă Trozos de Carnero) este o pictură în ulei pe pânză realizată între 1808-1812 de pictorul spaniol Francisco Goya, în jurul anilor 1808-1812. Se află în colecția Muzeului Luvru din Paris din 1909.